# Hong Kong nos Jogos Olímpicos de Verão de 1964
Hong Kong participou dos Jogos Olímpicos de Verão de 1964 em Tóquio, Japão.